# Reus (Montevideo)
Reus és un barri de la ciutat de Montevideo, capital de l'Uruguai. Destaca per la seva arquitectura modernista i per les seves cases pintades cadascuna d'un color diferent, de manera que constituïxen un ambient extravagant i diferent al que es troba en altres regions del país.
La façana de les seves construccions van ser introduïdes principalment per experts italians a mitjan segle xx, a l'introduir el concepte de spiritu urbis. En l'actualitat viuen famílies de classe mitjana i mitjana baixa, a més d'un elevat percentatge de població jueva.
El barri deu el seu nom a Emilio Reus, un empresari espanyol nascut a Madrid el 1858. Reus es va encarregar de construir habitatges que serien la residència d'obrers i jornalers, un projecte que li va dur a ocupar 66 hectàrees i emprar més de 1.500 homes. Les seves obres en la capital uruguaiana li van fer famós i van marcar un període en l'arquitectura nacional conegut com a època de Reus.